# Архијерејско намесништво босилеградско
Архијерејско намесништво Босилеградско је једна од организационих јединица Српске православне цркве у Епархији врањској, са седиштем у Босилеграду. Намесништво опслужује вернике из градског насеља Босилеграда и 25 околних села. У свом саставу има 42 сакрална објеката изграђена у периоду од 19 до 21. века. У последњих двадесет година цркве намесништва доведене су у функционално стање неопходно за Богослужење верујућег народа.

## Списак цркава
1. Црква Рождества Пресвете Богородице у Босилеграду, изграђена 1895. године
2. Црква апостола Филипа у селу Бистар, изграђена 1872. године
3. Црква Светих апостола Петра и Павла у Божици, изграђена 1895. године.
4. Црква Светог оца Николаја Мирликијског чудотворца у Божици
5. Црква Светог великомученика Георгија у Топлом Долу
6. Црква Светог Харалампија у Бранковцима, изграђена 1872. године
7. Црква Светог Вазнесења Господњег у Рајчиловцима
8. Црква Свете преподобне мати Параскеве у Грујинцима
9. Црква Свете Тројице у Извору, изграђена у периоду од 1834 до 1836. године
10. Црква Светог апостола Филипа у Белуту
11. Црква Успења Пресвете Богородице у Ресену
12. Црква Светог пророка Илије у Ресену
13. Црква Свете преподобне мати Параскеве у Рибарцима
14. Црква Светог великомученика Пантелејмона у Рикачеву
15. Црква Успења Пресвете Богородице у Рикачеву
16. Црква Светог великомученика Георгија у Доњем Тламину
17. Црква Рођења Пресвете Богородице у Горњем Тламину
18. Црква Светог пророка Илије у Горњем Тламину
19. Црква Светог апостола и јеванђелисте Марка у Доганици
20. Црква Свете преподобне мати Параскеве у Јарешнику
21. Црква Светог пророка Илије у Злом Долу
22. Црква Свете великомученице Марије Магдалене у Злом Долу
23. Црква Светог пророка Илије у Буцаљеву
24. Црква Светог Јована Рилског у Паралову, изграђена 2009. године.
25. Црква Светог оца Николаја Мирликијског Чудотворца у Црноштици
26. Црква Светих апостола Петра и Павла у Црноштици
27. Црква Успења Пресвете Богородице у Дукату
28. Црква Светог архангела Михаила у Горњој Љубати, изграђена 1920. године.
29. Црква Светог Вазнесења Господњег у Доњој Љубати, изграђена 1875. године
30. Црква Светог пророка Илије у Доњој Љубати
31. Црква Свете Тројице у Доњој Љубати
32. Црква Светог пророка Илије у Гложју
33. Црква Свете преподобне мати Параскеве у Доњој Лисини
34. Црква Светог пророка Илије у Горњој Лисини, изграђена 1889. године.
35. Црква Свете Тројице у селу Плоча